# 1424 w literaturze
Wydarzenia literackie w 1424 roku.

## Urodzili się
- Cristoforo Landino, włoski humanista